# Eridamus
Eridamus là một chi bướm ngày thuộc họ Bướm nâu.